# حزب استقلال فلسطین
حزب استقلال فلسطین (عربی: حزب الاستقلال الفلسطینی)، حزب ملی عربی است که در ۱۳ اوت ۱۹۳۲ در قدس تأسیس شد.

## تاریخچه و تأسیس

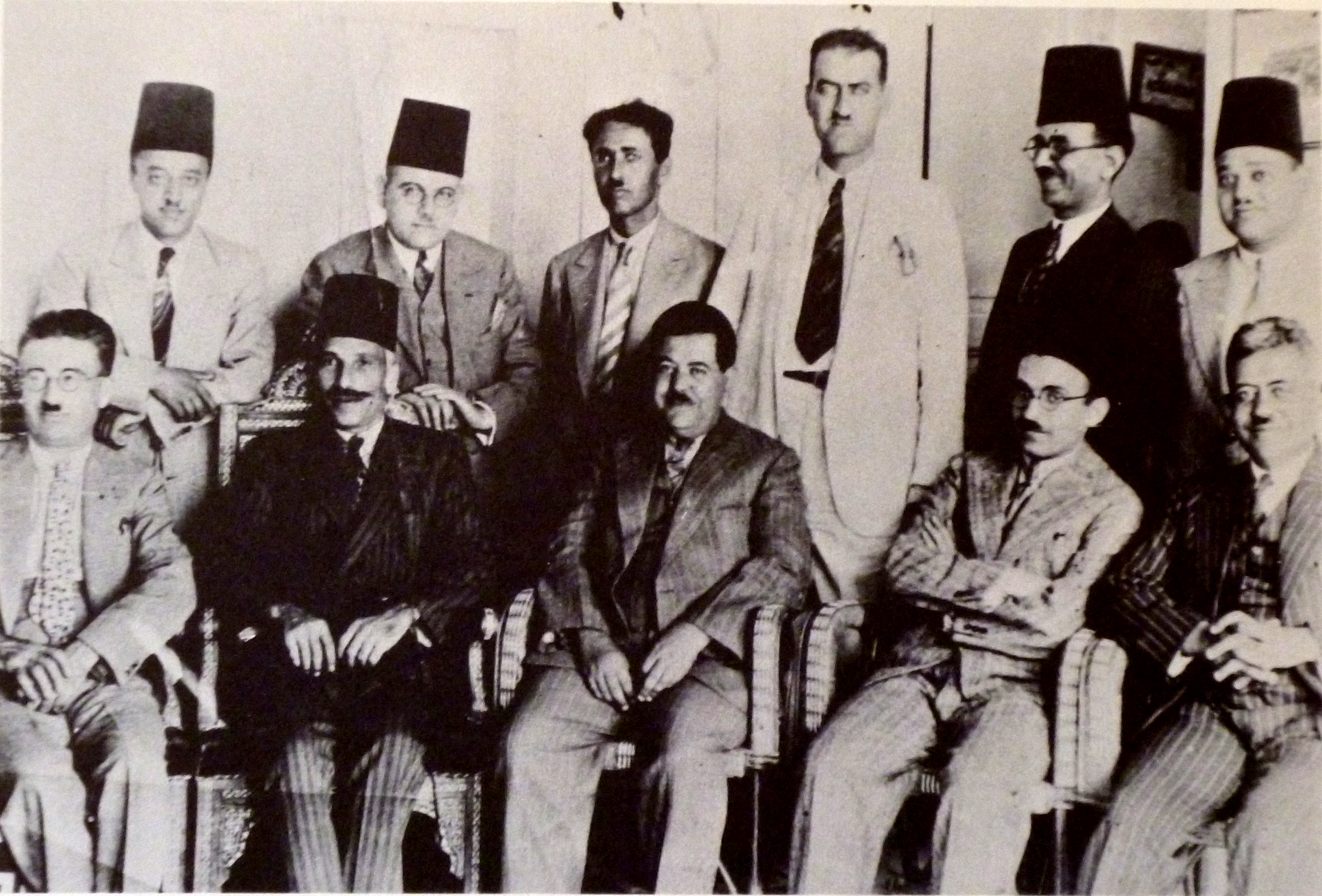
در وسط محمد عزت دروزه، الحاج ابراهیم، دومین سمت چپ و احمد شوقییری ایستاده از سمت چپ

حزب در طول دوره سختی که بر جهان عرب به‌طور کلی و فلسطین به‌طور خاص گذشت، تأسیس شده‌است، که نشان دهنده افزایش مهاجرت یهودیان و عدم پاسخ مؤثر عربی یا فلسطینی است.
ظهور حزب استقلال پس از حوادثی که فلسطین شاهد آن بود است، که جریان ملی که منبع فکری رهبران حزب بود را تشویق کرد تا وارد عرصه کار سیاسی و ملی شوند؛ و به دلایل مختلف در افزایش این جریان فلسطینی سهم داشت:
- گسترش احساسات ملی در عرصه عربی به‌طور کلی.
- نارضایتی مردم فلسطین از سیاست‌های تحقیرآمیز رهبری فلسطین در آن زمان.
- بدتر شدن وضعیت اقتصادی و اجتماعی فلسطینی‌ها بخاطر سیاست‌های خصمانه انگلیس.

ریشه‌های تشکیل حزب به سال ۱۹۱۹ در دمشق برمی‌گردد، زمانی که گروهی از ناسیونالیستها به نام سازمان استقلال طلبان خواستار استقلال سوریه، وحدت اعراب، رد اعلامیه بلفور و مهاجرت یهودیان شدند. آنها عبارت بودند از: رشید طالع، احمد ماریود، عادل ارسلان، فؤاد سلیم، احمد حلمی عبدالباقی، نبیه العظمه، سامی السراج، سعید عمون، عادل العظمه، خیرالدین زرکلی و عثمان قاسم.

## هیئت مؤسس حزب
هیئت مؤسس حزب از شخصیت‌هایی که دارای ثقل ملی و عربی بوده و شهرهای بزرگ مانند قدس و نابلس و یافا و حیفا را نمایندگی می‌کردند و از نیروهای اصلی در جامعه فلسطین بودند تشکیل شده بود که عبارت بودند از: عونی عبدالهادی، محمد عزت دروزه، صبحی الخضراء، رشید الحاج ابراهیم، معین الماضی، سلیم سلامه، فهمی العبوشی، اکرم زعیتر، عجاج نویهض، حمدی الحسینی و حربی
محمد عزت دروزه یادآور می‌شود که عزالدین قاسم از طریق شعبه خود در حیفا به حزب پیوست.
دروزه از زمان آغاز کار تا سال ۱۹۴۷ دبیر کلی حزب را بر عهده داشت.

## تبلیغات حزب
عجاج نویهض، از رهبران حزب، مجله «عرب» را منتشر کرد که در گسترش آگاهی روشنفکری و سیاسی سهیم بود و به عنوان سخنگوی حزب موضع خود را در مورد تحولات سیاسی و اقتصادی مختلف در عرصه فلسطین بیان کرد و همچنین به تریبونی برای بیان استقلال و وحدت حزب چه از خارج فلسطین و چه در داخل تبدیل شد.